# George Henschel

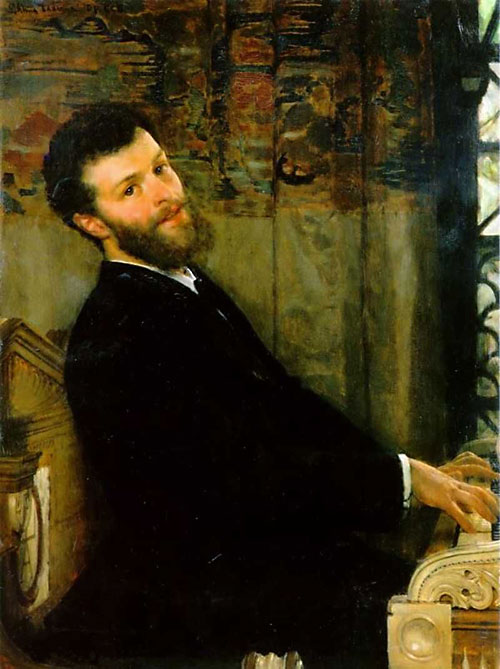
Ritratto di Lawrence Alma-Tadema del 1879

Sir George Henschel, nato Ismoa Georg Henschel, (Breslavia, 18 febbraio 1850 – Aviemore, 10 settembre 1934), è stato un direttore d'orchestra, compositore, baritono e pianista britannico.
Venne nominato sir nel 1914.

## Biografia
Henschel nacque in una famiglia ebreo-polacca e venne educato allo studio del pianoforte, facendo la sua prima esibizione pubblica a Berlino nel 1862. Successivamente iniziò a studiare canto, inizialmente e per breve tempo come basso profondo, sviluppando poi una bella voce di baritono. Nel 1868, cantò la parte di Hans Sachs ne I maestri cantori di Norimberga a Monaco di Baviera. 
Si limitò ad apparizioni concertistiche, senza mai cantare direttamente dal palco, con l'eccezione di rari eventi non pianificati. Uno di questi fu in occasione della seconda messa in scena della sua opera Nubia a Dresda, nel dicembre del 1899, quando sostituì un cantante che era malato. Nel maggio 1874, si recò al Niederrheinisches Musikfest di Colonia per interpretare il ruolo di Harapha del Sansone di Händel, e qui conobbe Johannes Brahms del quale rimase amico intimo fino alla morte di lui. Anni più avanti, Henschel avrebbe scritto nelle sue memorie di essere giunto a Vienna con alcune ore di ritardo e di non aver fatto in tempo a vedere l'amico Brahms per l'ultima volta, ricordando che il loro ultimo incontro aveva avuto luogo in un ristorante di Lipsia nel 1896, in compagnia di Edvard Grieg e Arthur Nikisch.
Nel 1877, iniziò una carriera di successo in Inghilterra, cantando nelle principali sale da concerto del paese e, nel 1881, sposò il soprano statunitense Lilian June Bailey (1860-1901), che era stata sua partner in tantissimi concerti. Henschel, che aveva sviluppato negli anni un grande senso dell'interpretazione, era divenuto un ideale cantante da concerto oltre che un importante accompagnatore musicale. In effetti riuniva in sé entrambi i ruoli. Lo si può ancora oggi udire in una registrazione del 1928, per la Columbia Graphophone Company, cantare i lieder di Schubert e Schumann con il suo stesso accompagnamento al pianoforte.
Henschel fu anche un eccellente direttore d'orchestra, operando sia negli Stati Uniti sia in Inghilterra. Divenne il primo direttore e fondatore della Boston Symphony Orchestra nel 1881, della Royal Scottish National Orchestra nel 1893, e dopo diede inizio a una serie di concerti nota come London Symphony Concerts (nessun collegamento con la London Symphony Orchestra) nel 1886, assumendo un ruolo di leadership nello sviluppo dell'arte direttoriale. Fra le sue composizioni si ricordano uno Stabat Mater (Birmingham Festival, 1894) e un'opera, Nubia (Dresda, 1899). Nel 1907 pubblicò una collezione di suoi scritti Personal Recollections of Johannes Brahms e Musings and Memories of a Musician nel 1918. Una sua messa a otto voci a cappella, venne eseguita la prima volta nel 1916.
Insignito del Knight Bachelor nel 1914, durante un concerto d'addio gli fu presentato un liuto che riportava incisa la scritta A token of gratitude for forty years' song ("Un segno di gratitudine per quarant'anni di canto"). Henschel insegnò all'Institute of Musical Art di New York, dove incontrò la sua seconda moglie Amy Louis, che era una delle sue allieve. Una delle sue studentesse illustri fu il soprano Lucia Dunham.
Henschel morì ad Aviemore in Scozia, dove aveva una casa di villeggiatura Alltnacriche con sua moglie. È sepolto in un piccolo cimitero annesso a una chiesetta che dà sul Loch Alvie.

## Eredità
La figlia Georgina Henschel, soprannominata "Georgie", era una figlia d'arte, una cantante e una nota allevatrice di pony scozzesi di razza highland e dei pony del fiordi della Norvegia. Autore di volumi sull'ippica, nel 1944 pubblicò una biografia dei suoi genitori intitolata When Soft Voices Die: A Musical Biography.